# Wereldbeker bobsleeën 2022/2023
De wereldbeker bobsleeën in het seizoen 2022/2023 liep van 25 november 2022 tot en met 19 februari 2023. De competitie werd georganiseerd door de IBSF, gelijktijdig met de wereldbeker skeleton.
De competitie omvatte dit seizoen acht wedstrijden op zeven banen in vijf landen in de vier onderdelen van het bobsleeën. Bij de mannen de twee- en viermansbob en bij de vrouwen de mono- en tweemansbob. De monobob maakte dit seizoen haar debuut in de wereldbeker.

## Wereldbeker punten
De eerste 30 in het dagklassement krijgen punten voor het wereldbekerklassement toegekend. De top 20 na de eerste run gaan verder naar de tweede run, de overige deelnemers krijgen hun punten toegekend op basis van hun klassering na de eerste run. De onderstaande tabel geeft de punten per plaats weer.
| Klassering = punten                          | Klassering = punten                               | Klassering = punten                               | Klassering = punten                          | Klassering = punten                          | Klassering = punten                          |
| -------------------------------------------- | ------------------------------------------------- | ------------------------------------------------- | -------------------------------------------- | -------------------------------------------- | -------------------------------------------- |
| 1e = 225 2e = 210 3e = 200 4e = 192 5e = 184 | 06e = 176 07e = 168 08e = 160 09e = 152 10e = 144 | 11e = 136 12e = 128 13e = 120 14e = 112 15e = 104 | 16e = 96 17e = 88 18e = 80 19e = 74 20e = 68 | 21e = 62 22e = 56 23e = 50 24e = 45 25e = 40 | 26e = 36 27e = 32 28e = 28 29e = 24 30e = 20 |

## Tweemansbob (m)

### Uitslagen
| Datum      | Plaats      | Eerste                                           | Tweede                                           | Derde                                            |
| ---------- | ----------- | ------------------------------------------------ | ------------------------------------------------ | ------------------------------------------------ |
| 25/11/2022 | Whistler    | Duitsland Francesco Friedrich Alexander Schüller | Verenigd Koninkrijk Brad Hall Taylor Lawrence    | Duitsland Johannes Lochner Eric Bruckert         |
| 02/12/2022 | Park City   | Duitsland Francesco Friedrich Thorsten Margis    | Verenigd Koninkrijk Brad Hall Taylor Lawrence    | Zwitserland Michael Vogt Sandro Michel           |
| 17/12/2022 | Lake Placid | Duitsland Johannes Lochner Georg Fleischhauer    | Duitsland Francesco Friedrich Alexander Schüller | Zwitserland Michael Vogt Sandro Michel           |
| 07/01/2023 | Winterberg  | Duitsland Johannes Lochner Georg Fleischhauer    | Zwitserland Michael Vogt Sandro Michel           | Verenigd Koninkrijk Brad Hall Taylor Lawrence    |
| 14/01/2023 | Altenberg * | Duitsland Johannes Lochner Georg Fleischhauer    | Verenigd Koninkrijk Brad Hall Taylor Lawrence    | Duitsland Francesco Friedrich Alexander Schüller |
| 21/01/2023 | Altenberg * | Duitsland Johannes Lochner Eric Bruckert         | Zwitserland Michael Vogt Sandro Michel           | Duitsland Francesco Friedrich Alexander Schüller |
| 18/02/2023 | Sigulda     | Duitsland Johannes Lochner Georg Fleischhauer    | Duitsland Francesco Friedrich Alexander Schüller | Duitsland Maximilian Illmann Joshua Tasche       |
| 19/02/2023 | Sigulda     | Duitsland Johannes Lochner Georg Fleischhauer    | Duitsland Francesco Friedrich Thorsten Margis    | Zwitserland Michael Vogt Sandro Michel           |

* De WB#6 op zaterdag 21 januari in Altenberg gold tevens voor het Europees kampioenschap.

### Eindklassement
| #  | Piloot              | Land | Punten |
| -- | ------------------- | ---- | ------ |
| 1  | Johannes Lochner    | GER  | 1742   |
| 2  | Francesco Friedrich | GER  | 1656   |
| 3  | Brad Hall           | GBR  | 1582   |
| 4  | Michael Vogt        | SUI  | 1388   |
| 5  | Markus Treichl      | AUT  | 1248   |
| 6  | Christoph Hafer     | GER  | 1128   |
| 7  | Emils Cipulis       | LAT  | 864    |
| 8  | Taylor Austin       | CAN  | 856    |
| 9  | Cédric Follader     | SUI  | 824    |
| 10 | Adam Dobes          | CZE  | 728    |

## Viermansbob (m)

### Uitslagen
| Datum      | Plaats      | Eerste                                                                       | Tweede                                                                     | Derde                                                                       |
| ---------- | ----------- | ---------------------------------------------------------------------------- | -------------------------------------------------------------------------- | --------------------------------------------------------------------------- |
| 26/11/2022 | Whistler    | Duitsland Francesco Friedrich Thorsten Margis Candy Bauer Alexander Schüller | Verenigd Koninkrijk Brad Hall Arran Gulliver Taylor Lawrence Greg Cackett  | Canada Taylor Austin Shaquille Murray-Lawrence Cyrus Gray Davidson de Souza |
| 03/12/2022 | Park City   | Duitsland Francesco Friedrich Thorsten Margis Candy Bauer Alexander Schüller | Duitsland Johannes Lochner Eric Bruckert Georg Fleischhauer Christian Rasp | Duitsland Christoph Hafer Michael Salzer Matthias Sommer Tobias Schneider   |
| 18/12/2022 | Lake Placid | Verenigd Koninkrijk Brad Hall Taylor Lawrence Arran Gulliver Greg Cackett    | Duitsland Francesco Friedrich Felix Straub Candy Bauer Thorsten Margis     | Duitsland Christoph Hafer Tobias Schneider Michael Salzer Kevin Korona      |
| 08/01/2023 | Winterberg  | Duitsland Francesco Friedrich Candy Bauer Alexander Schüller Thorsten Margis | Verenigd Koninkrijk Brad Hall Greg Cackett Taylor Lawrence Arran Gulliver  | Duitsland Johannes Lochner Christian Rasp Florian Bauer Erec Bruckert       |
| 15/01/2023 | Altenberg * | Verenigd Koninkrijk Brad Hall Taylor Lawrence Arran Gulliver Greg Cackett    | Duitsland Christoph Hafer Matthias Sommer Tobias Schneider Kevin Korona    | Duitsland Johannes Lochner Erec Bruckert Georg Fleischhauer Christian Rasp  |
| 22/01/2023 | Altenberg * | Verenigd Koninkrijk Brad Hall Taylor Lawrence Arran Gulliver Greg Cackett    | Duitsland Francesco Friedrich Thorsten Margis Felix Straub Candy Bauer     | Zwitserland Michel Vogt Sandro Michel Alain Knuser Cyril Bieri              |
| 11/02/2023 | Igls        | Duitsland Francesco Friedrich Candy Bauer Thorsten Margis Alexander Schüller | Verenigd Koninkrijk Brad Hall Taylor Lawrence Greg Cackett Arran Gulliver  | Duitsland Johannes Lochner Florian Bauer Joshua Tasche Erec Bruckert        |
| 12/02/2023 | Igls        | Duitsland Francesco Friedrich Thorsten Margis Candy Bauer Alexander Schüller | Verenigd Koninkrijk Brad Hall Taylor Lawrence Greg Cackett Arran Gulliver  | Duitsland Johannes Lochner Christian Rasp Florian Bauer Erec Bruckert       |

* De WB#6 op zondag 22 januari in Altenberg gold tevens voor het Europees kampioenschap.

### Eindklassement
| #  | Piloot              | Land | Punten |
| -- | ------------------- | ---- | ------ |
| 1  | Francesco Friedrich | GER  | 1737   |
| 2  | Brad Hall           | GBR  | 1707   |
| 3  | Johannes Lochner    | GER  | 1570   |
| 4  | Markus Treichl      | AUT  | 1432   |
| 5  | Michael Vogt        | SUI  | 1240   |
| 6  | Christoph Hafer     | GER  | 1154   |
| 7  | Cédric Follader     | SUI  | 1112   |
| 8  | Taylor Austin       | CAN  | 960    |
| 9  | Emils Cipulis       | LAT  | 840    |
| 10 | Adam Dobes          | CZE  | 704    |

## Monobob (v)

### Uitslagen
| Datum      | Plaats      | Eerste            | Tweede            | Derde                    |
| ---------- | ----------- | ----------------- | ----------------- | ------------------------ |
| 25/11/2022 | Whistler    | Bianca Ribi       | Cynthia Appiah    | Kaillie Humphries        |
| 02/12/2022 | Park City   | Kaillie Humphries | Lisa Buckwitz     | Cynthia Appiah           |
| 17/12/2022 | Lake Placid | Laura Nolte       | Kaillie Humphries | Lisa Buckwitz            |
| 07/01/2023 | Winterberg  | Laura Nolte       | Kaillie Humphries | Kim Kalicki              |
| 14/01/2023 | Altenberg * | Kaillie Humphries | Laura Nolte       | Cynthia Appiah           |
| 21/01/2023 | Altenberg * | Kaillie Humphries | Laura Nolte       | Breeana Walker           |
| 11/02/2023 | Igls        | Lisa Buckwitz     | Breeana Walker    | Cynthia Appiah           |
| 18/02/2023 | Sigulda     | Kaillie Humphries | Kim Kalicki       | Cynthia Appiah Ying Qing |

* De WB#6 op zaterdag 21 januari in Altenberg gold tevens voor het Europees kampioenschap.
Belgische deelname
| Deelnemer         | #1 | #2 | #3 | #4 | #5 | #6 | #7  | #8 |
| ----------------- | -- | -- | -- | -- | -- | -- | --- | -- |
| Kelly Van Petegem | -  | -  | -  | -  | -  | -  | 12e | -  |

### Eindklassement
| #  | Piloot            | Land | Punten |
| -- | ----------------- | ---- | ------ |
| 1  | Kaillie Humphries | USA  | 1712   |
| 2  | Laura Nolte       | GER  | 1590   |
| 3  | Cynthia Appiah    | CAN  | 1506   |
| 4  | Kim Kalicki       | GER  | 1450   |
| 5  | Melanie Hasler    | SUI  | 1248   |
| 6  | Lisa Buckwitz     | GER  | 1171   |
| 7  | Nicole Vogt       | USA  | 1056   |
| 8  | Bianca Ribi       | CAN  | 985    |
| 9  | Ying Qing         | CHN  | 896    |
| 10 | Andreea Grecu     | ROU  | 824    |
|    |                   |      |        |
| 17 | Kelly Van Petegem | BEL  | 128    |

## Tweemansbob (v)

### Uitslagen
| Datum      | Plaats      | Eerste                                         | Tweede                                      | Derde                                                                                 |
| ---------- | ----------- | ---------------------------------------------- | ------------------------------------------- | ------------------------------------------------------------------------------------- |
| 26/11/2022 | Whistler    | Duitsland Kim Kalicki Anabel Galander          | Zwitserland Melanie Hasler Nadja Pasternack | Verenigde Staten Kaillie Humphries Emily Renna                                        |
| 03/12/2022 | Park City   | Duitsland Kim Kalicki Leonie Fiebig            | Duitsland Laura Nolte Lena Neunecker        | Verenigde Staten Kaillie Humphries Jasmine Jones                                      |
| 18/12/2022 | Lake Placid | Verenigde Staten Kaillie Humphries Kaysha Love | Duitsland Laura Nolte Lena Neunecker        | Duitsland Kim Kalicki Anabel Galander                                                 |
| 08/01/2023 | Winterberg  | Duitsland Laura Nolte Neele Schuten            | Duitsland Lisa Buckwitz Kira Lipperheide    | Duitsland Kim Kalicki Leonie Fiebig                                                   |
| 15/01/2023 | Altenberg * | Duitsland Lisa Buckwitz Kira Lipperheide       | Duitsland Kim Kalicki Leonie Fiebig         | Verenigde Staten Kaillie Humphries Jasmine Jones Duitsland Laura Nolte Lena Neunecker |
| 22/01/2023 | Altenberg * | Verenigde Staten Kaillie Humphries Kaysha Love | Duitsland Laura Nolte Neele Schuten         | Zwitserland Melanie Hasler Nadja Pasternack                                           |
| 12/02/2023 | Igls        | Duitsland Laura Nolte Neele Schuten            | Duitsland Kim Kalicki Leonie Fiebig         | Zwitserland Melanie Hasler Nadja Pasternack                                           |
| 19/02/2023 | Sigulda     | Duitsland Laura Nolte Neele Schuten            | Duitsland Kim Kalicki Anabel Galander       | Verenigde Staten Kaillie Humphries Kaysha Love                                        |

* De WB#6 op zondag 22 januari in Altenberg gold tevens voor het Europees kampioenschap.

### Eindklassement
| #  | Piloot            | Land | Punten |
| -- | ----------------- | ---- | ------ |
| 1  | Laura Nolte       | GER  | 1697   |
| 2  | Kim Kalicki       | GER  | 1672   |
| 3  | Kaillie Humphries | USA  | 1634   |
| 4  | Melanie Hasler    | SUI  | 1314   |
| 5  | Cynthia Appiah    | CAN  | 1160   |
| 6  | Lisa Buckwitz     | GER  | 995    |
| 7  | Bianca Ribi       | CAN  | 984    |
| 8  | Nicole Vogt       | USA  | 888    |
| 9  | Andreea Grecu     | ROU  | 880    |
| 10 | Ying Qing         | CHN  | 848    |

1983/1984 · 
1984/1985 · 
1985/1986 · 
1986/1987 · 
1987/1988 · 
1988/1989 · 
1989/1990 · 
1990/1991 · 
1991/1992 · 
1992/1993 · 
1993/1994 · 
1994/1995 · 
1995/1996 · 
1996/1997 · 
1997/1998 · 
1998/1999 · 
1999/2000 · 
2000/2001 · 
2001/2002 · 
2002/2003 · 
2003/2004 · 
2004/2005 · 
2005/2006 · 
2006/2007 · 
2007/2008 · 
2008/2009 ·
2009/2010 ·
2010/2011 ·
2011/2012 ·
2012/2013 ·
2013/2014 ·
2014/2015 ·
2015/2016 ·
2016/2017 ·
2017/2018 ·
2018/2019 ·
2019/2020 ·
2020/2021 ·
2021/2022 ·
2022/2023 ·
2023/2024 ·
2024/2025
Alpineskiën ·
Biatlon ·
Bobsleeën ·
Freestyleskiën ·
Langlaufen ·
Noordse combinatie ·
Rodelen ·
Schaatsen (junioren) ·
Schansspringen ·
Shorttrack ·
Skeleton ·
Snowboarden